# Ribes fragrans
Ribes fragrans är en ripsväxtart som beskrevs av Pall.. Ribes fragrans ingår i släktet ripsar, och familjen ripsväxter. Inga underarter finns listade i Catalogue of Life.